# L'Enfant du miracle
Pour l’article homonyme, voir Henri d'Artois également appelé l'enfant du miracle.
Pour plus de détails, voir Fiche technique et Distribution.
L'Enfant du miracle est un film français de science-fiction de D.B. Maurice, scénario de Henri Diamant-Berger, tiré d'une pièce de théâtre du même nom de Robert Charvay et Paul Gavault et sorti en 1932.

## Synopsis
Une veuve, nommée Blanche Montel, s'efforce de trouver un homme avec qui produire un enfant afin qu'elle puisse prétendre que l'enfant était le mari de son défunt et donc hériter une fortune. Quelques personnages interrompent une séance spirituelle et sont ensuite considérés comme des fantômes.

## Fiche technique
- Titre : L'Enfant du miracle
- Réalisation : D.B. Maurice
- Scénario : Henri Diamant-Berger
- Musique : Jean Lenoir
- Photographie : Maurice Desfassiaux (en)
- Chef opérateur : Henri Gondois
- Décors : Marc Lauer et Hugues Laurent
- Directeur de production : Henri Diamant-Berger - Films Diamant
- Distribution : Compagnie Universelle Cinématographique (CUC)
- Pays de production : France
- Format : Noir et blanc - 1,37:1 - Mono - 35 mm
- Genre : Drame
- Durée : 79 minutes
- Date de sortie : 
  - France : 5 juin 1932  à Paris
- Affiches : René Péron, Jean-Adrien Mercier

## Distribution
- Blanche Montel : Élise
- Armand Bernard : Lescalopier
- Nadine Picard : Josette
- Marcel Vallée : Croche
- Robert Goupil : Adalbert
- Marguerite Guérau : Berthe
- Henri Kerny : M. Lansquenet
- Henri Marchand : Georges
- Floryse : Ketty
- Viviane Elder : L'arpète
- Marthe Mussine : Marguerite
- Pierre Larquey : Durieux père
- Ginette Leclerc
- Les Jackson Girls
- Paul Azaïs : Ratier
- Balder : Pujon
- Gomes : Le maire
- René Hiéronimus : Pouillaus
- Teddy Michaud : Le valet

## Autour du film
Le réalisateur D.B. Maurice (de son vrai nom Maurice Diamant-Berger), plus connu sous le nom d'André Gillois, était le frère du scénariste et producteur du film, Henri Diamant-Berger.
Dans une scène qui a été cité comme particulièrement humoristique, quelques personnages interrompent une séance spirituelle et sont ensuite considérés comme des fantômes. Le rôle mineur de Ginette Leclerc dans The Miracle Child a été l'un de ses premiers rôles intérimaires dans une carrière longue et réussie.